# Iván Redondo
Iván Redondo Bacaicoa (San Sebastián, 14 de abril de 1981) es un consultor político español. Entre 2018 y 2021 ocupó el cargo de director del Gabinete de la Presidencia del Gobierno de Pedro Sánchez. Desde 2021 escribe en el diario La Vanguardia y es consejero del Grupo Godó.

## Biografía
Nacido en 1981 en la ciudad guipuzcoana de San Sebastián, se licenció en la Universidad de Deusto en Humanidades y Comunicación.
Con 26 años fundó Redondo & Asociados Public Affairs Firm en Madrid. Fue asesor de la campaña electoral del dirigente del Partido Popular Xavier García Albiol para las elecciones municipales de 2011 con las que este consiguió ser elegido alcalde de Badalona. Entre 2012 y 2015 ejerció de director del Gabinete de la Presidencia de la Junta de Extremadura, con rango de consejero, asesorando a José Antonio Monago. En el País Vasco, asesoró a Antonio Basagoiti.
Entró a trabajar con Pedro Sánchez en la preparación de las primarias del PSOE de 2017.
Se le atribuye la condición de ideólogo de la moción de censura contra Mariano Rajoy de 2018. Tras el triunfo de ésta y la investidura de Pedro Sánchez como nuevo presidente del Gobierno, se produjo su nombramiento como director del Gabinete de la Presidencia del Gobierno mediante real decreto de 8 de junio de 2018. Tomó posesión del cargo el día 11 de junio.
Redondo, que se mantuvo en el cargo tras la investidura de Pedro Sánchez para un nuevo mandato en enero de 2020, asumió además entonces la responsabilidad de crear una «Oficina Nacional de Prospectiva y Estrategia de País a Largo Plazo», una oficina para predecir posibles escenarios y desafíos de futuro para el país (cuya traducción en inglés es foresight unit). El aumento de competencias durante este periodo, unido a la fama que le precedía, hizo que diversos medios le definieran como «el quinto vicepresidente».
Cesó en su cargo de director del Gabinete de la Presidencia del Gobierno en julio de 2021, a raíz de una profunda remodelación gubernamental efectuada por Pedro Sánchez, que nombró jefe de gabinete a Óscar López.
Tras su etapa en el Gobierno, centró su trabajo en su empresa Erre Y Asociados Consultores De Comunicación SL, especializada en marketing político y relaciones públicas, mediante la que asesora a medianas empresas. A finales de 2021 Iván Redondo se incorporó al diario La Vanguardia y al consejo asesor de la presidencia del Grupo Godó en Madrid.